# Tratado de 22 de Janeiro de 1815

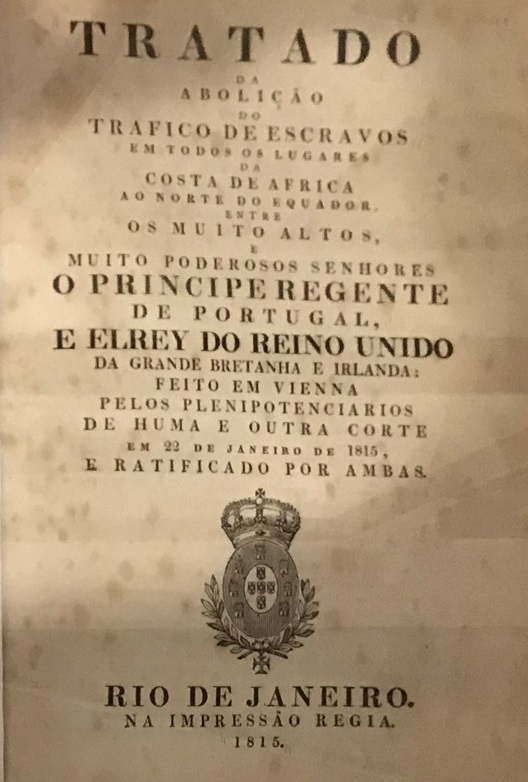
Tratado da abolição do tráfico de escravos (1815)

O Tratado de 22 de Janeiro de 1815 foi um tratado assinado entre o Príncipe Regente D. João de Portugal e Jorge III do Reino Unido, abolindo o tráfico de escravos em todos os lugares da costa de África ao norte do Equador. Foi assinado durante o Congresso de Viena pelos Ministros Plenipotenciários de ambas as Cortes, e ratificado por ambas.
Este tratado foi o segundo de três acordos diplomáticos assinados entre Portugal e o Reino Unido acerca do tráfico de escravos. O primeiro foi o Tratado de Aliança e Amizade, assinado em 1810, que pelo artigo X restringia o comércio de africanos às possessões portuguesas no continente africano, na costa de África chamada pelos portugueses Costa da Mina, e nos territórios de Cabinda e Molembo. Por este segundo tratado, o tráfico foi adicionalmente proibido na costa africana a norte da linha do Equador.